# Фристайл на зимових Олімпійських іграх 1998
Змагання з фристайлу на зимових Олімпійських іграх 1998 тривали з 8 до 18 лютого на лижному курорті Іїдзуна Коґен у Наґано (Японія). Розіграно чотири комплекти нагород.

## Чемпіони та призери

### Таблиця медалей
| Місце               | Країна              | Золото | Срібло | Бронза | Загалом |
| ------------------- | ------------------- | ------ | ------ | ------ | ------- |
| 1                   | США (USA)           | 3      | 0      | 0      | 3       |
| 2                   | Японія (JPN)        | 1      | 0      | 0      | 1       |
| 3                   | Фінляндія (FIN)     | 0      | 1      | 1      | 2       |
| 4                   | Китай (CHN)         | 0      | 1      | 0      | 1       |
| 4                   | Німеччина (GER)     | 0      | 1      | 0      | 1       |
| 4                   | Франція (FRA)       | 0      | 1      | 0      | 1       |
| 7                   | Білорусь (BLR)      | 0      | 0      | 1      | 1       |
| 7                   | Норвегія (NOR)      | 0      | 0      | 1      | 1       |
| 7                   | Швейцарія (SUI)     | 0      | 0      | 1      | 1       |
| Загалом (9 збірних) | Загалом (9 збірних) | 4      | 4      | 4      | 12      |

### Чоловіки
| Дисципліна | Золото              | Золото | Срібло                    | Срібло | Бронза                       | Бронза |
| ---------- | ------------------- | ------ | ------------------------- | ------ | ---------------------------- | ------ |
| Могул      | Джонні Мослі · США  | 26.93  | Янне Лахтела · Фінляндія  | 26.00  | Самі Мустонен · Фінляндія    | 25.76  |
| Акробатика | Ерік Берґоуст · США | 255.64 | Себастьян Фукра · Франція | 248.79 | Дмитро Дащинський · Білорусь | 240.79 |

### Жінки
| Дисципліна | Золото             | Золото | Срібло                         | Срібло | Бронза                  | Бронза |
| ---------- | ------------------ | ------ | ------------------------------ | ------ | ----------------------- | ------ |
| Могул      | Тае Сатоя · Японія | 25.06  | Татьяна Міттермаєр · Німеччина | 24.62  | Карі Тро · Норвегія     | 24.09  |
| Акробатика | Ніккі Стоун · США  | 193.00 | Сюй Наньнань · Китай           | 186.97 | Колетт Бран · Швейцарія | 171.83 |

## Країни-учасниці
У змаганнях з фристайлу на Олімпійських іграх у Наґано взяли участь спортсмени 25-ти країн. Вірменія, Чехія, Данія, Нова Зеландія і Португалія дебютували в цьому виді програми.
- Вірменія (1)
- Австралія (5)
- Австрія (2)
- Білорусь (6)
- Канада (12)
- Китай (5)
- Чехія (1)
- Данія (1)
- Фінляндія (4)
- Франція (7)
- Велика Британія (3)
- Німеччина (3)
- Італія (2)
- Японія (7)
- Казахстан (2)
- Норвегія (2)
- Нова Зеландія (2)
- Португалія (1)
- Росія (9)
- Словенія (1)
- Швеція (8)
- Швейцарія (4)
- Україна (7)
- США (14)
- Узбекистан (1)